# Tunnel van Maredsous
De tunnel van Maredsous is een spoortunnel in Denée, een deelgemeente van Anhée. De tunnel heeft een lengte van 283 meter. De dubbelsporige spoorlijn 150 liep door deze tunnel. De sporen zijn verdwenen en vervangen door een asfaltstrook, als uitbreiding van het RAVeL-netwerk.
De tunnel gaat door de berg waarop ook de Abdij van Maredsous ligt. Deze ligt niet pal boven de tunnel.